# Kabinet-Cîțu
Het kabinet-Cîțu was het kabinet van Roemenië van 23 december 2020 tot 25 november 2021. Het stond onder leiding van Florin Cîțu. De regering werd gevormd na de parlementaire verkiezingen van 2020 en bestond uit leden van de liberale PNL, USR-PLUS en de Hongaarse minderheidspartij UDMR. 

## Vorming van het kabinet
Aangezien de PSD de meeste stemmen had gekregen bij de verkiezingen, waren zij de aangewezen partij om als eerste een voorstel voor een nieuw kabinet te overleggen aan president Klaus Johannis. De PSD zag hier echter vanaf omdat ze de consultaties als een toneelstukje afdeden.
De USR-PLUS liet op voorhand weten dat zij niet akkoord zou gaan met de voortzetting van het premierschap van Ludovic Orban (PNL) en eiste het voorzitterschap van de Kamer van Afgevaardigden op om zodoende de agenda te kunnen beïnvloeden. Tijdens de onderhandelingen nam USR-PLUS echter genoegen met het voorzitterschap van de Senaat en enkele cruciale ministerposities.
In december 2020 werd Florin Cîțu namens de PNL naar voren geschoven als beoogd premier. De regering-Cîțu werd op 23 december 2020 met een meerderheid van 260 stemmen beëdigd. PSD en AUR stemden tegen. De etnische minderheidspartijen stemden voor.

## Val van het kabinet
In april 2021 ontsloeg premier Cîțu de minister van Gezondheidszorg Vlad Voiculescu (PLUS). Dit zette de verhouding tussen vicepremier Dan Barna (USR) en de premier op scherp. Barna voelde zich niet betrokken bij het besluit. Op 2 september ontsloeg Cîțu de minister van Justitie, Stelian Ion, nadat deze weigerde het regionale investeringsplan PNDL 3 “Anghel Saligny” te ondertekenen. De minister gaf aan dat hij het definitieve plan nog niet had ontvangen en dat hij zorgen had omtrent corruptie bij de verdeling van de investeringen. Cîțu beschouwde zijn weigering als een vorm van chantage. De partij van Ion, de USR, beklaagde zich erover dat punten die zij belangrijk vond geen voortgang lieten zien, zoals het opheffen van de gewraakte SIIJ.
USR-PLUS dreigde met het steunen van de motie van wantrouwen die was opgesteld door nota bene het rechtse AUR, als premier Cîțu niet opstapte. Toen Cîțu dit weigerde en zijn partij hem bleef steunen, stapten de USR-PLUS-ministers op. PNL en UDMR gingen als minderheidskabinet verder. De motie van wantrouwen van het AUR werd niet in stemming gebracht. Op 30 september diende de PSD een nieuwe motie van wantrouwen in die wel werd gesteund door een meerderheid. Het betekende het einde van het kabinet-Cîțu. Op 25 november 2021 trad een nieuwe regering aan met Nicolae Ciucă als premier.

## Samenstelling
Het kabinet bestond uit een premier, twee vicepremiers en 18 ministers.
| Ambt                                                            | Minister                        | Partij        | begin termijn    | eind termijn      |
| --------------------------------------------------------------- | ------------------------------- | ------------- | ---------------- | ----------------- |
| Premier                                                         | Florin Cîțu                     | PNL           | 23 december 2020 | 25 november 2021  |
| Vicepremier                                                     | Dan Barna                       | USR           | 23 december 2020 | 7 september 2021  |
| Vicepremier                                                     | Hunor Kelemen                   | UDMR          | 23 december 2020 | 25 november 2021  |
| Minister van Ontwikkelingswerk, Publieke Zaken en Administratie | Attila-Zoltan Cseke             | UDMR          | 23 december 2020 | 25 november 2021  |
| Minister van Defensie                                           | Nicolae Ciucă                   | PNL           | 23 december 2020 | 25 november 2021  |
| Minister van Financiën                                          | Alexandru Nazare                | PNL           | 23 december 2020 | 8 juli 2021       |
| Minister van Financiën                                          | Florin Cîțu (interim)           | PNL           | 8 juli 2021      | 18 augustus 2021  |
| Minister van Financiën                                          | Dan Vîlceanu                    | PNL           | 18 augustus 2021 | 25 november 2021  |
| Minister van Economie, Ondernemerschap en Toerisme              | Claudiu Năsui                   | USR           | 23 december 2020 | 7 september 2021  |
| Minister van Economie, Ondernemerschap en Toerisme              | Virgil-Daniel Popescu (interim) | PNL           | 8 september 2021 | 25 november 2021  |
| Minister van Europese Fondsen                                   | Cristian Ghinea                 | USR           | 23 december 2020 | 7 september 2021  |
| Minister van Europese Fondsen                                   | Florin Cîțu (interim)           | PNL           | 8 september 2021 | 25 november 2021  |
| Minister van Justitie                                           | Stelian Ion                     | USR           | 23 december 2020 | 2 september 2021  |
| Minister van Justitie                                           | Lucian Bode (interim)           | PNL           | 2 september 2021 | 25 november 2021  |
| Minister van Binnenlandse Zaken                                 | Lucian Bode                     | PNL           | 23 december 2020 | 25 november 2021  |
| Minister van Buitenlandse Zaken                                 | Bogdan Aurescu                  | onafhankelijk | 23 december 2020 | 25 november 2021  |
| Minister van Transport en Infrastructuur                        | Cătălin Drulă                   | USR           | 23 december 2020 | 7 september 2021  |
| Minister van Transport en Infrastructuur                        | Dan Vîlceanu (interim)          | PNL           | 8 september 2021 | 25 november 2021  |
| Minister van Onderwijs                                          | Sorin Cîmpeanu                  | PNL           | 23 december 2020 | 25 november 2021  |
| Minister van Gezondheidszorg                                    | Vlad Voiculescu                 | PLUS          | 23 december 2020 | 14 april 2021     |
| Minister van Gezondheidszorg                                    | Andrei Baciu (interim)          | PNL           | 14 april 2021    | 21 april 2021     |
| Minister van Gezondheidszorg                                    | Ioana Mihăilă                   | USR-PLUS      | 21 april 2021    | 7 september 2021  |
| Minister van Gezondheidszorg                                    | Attila-Zoltan Cseke (interim)   | UDMR          | 8 september 2021 | 25 november 2021  |
| Minister van Werkgelegenheid en Sociale Zaken                   | Raluca Turcan                   | PNL           | 23 december 2020 | 25 november 2021  |
| Minister van Cultuur                                            | Bogdan Gheorghiu                | PNL           | 23 december 2020 | 25 november 2021  |
| Minister van Milieu, Water- en Bosbeheer                        | Barna Tánczos                   | UDMR          | 23 december 2020 | 25 november 2021  |
| Minister van Landbouw en Plattelandsontwikkeling                | Nechita-Adrian Oros             | PNL           | 23 december 2020 | 28 september 2021 |
| Minister van Sport en Jeugdzaken                                | Eduard Novak                    | UDMR          | 23 december 2020 | 25 november 2021  |
| Minister van Onderzoek, Innovatie en Digitalisatie              | Ciprian Teleman                 | PLUS          | 23 december 2020 | 7 september 2021  |
| Minister van Onderzoek, Innovatie en Digitalisatie              | Barna Tánczos (interim)         | UDMR          | 8 september 2021 | 25 november 2021  |
| Minister van Energie                                            | Virgil-Daniel Popescu           | PNL           | 23 december 2020 | 25 november 2021  |